# عثمان عبد الله
عثمان عبد الله (13 مارس 1945 - 31 يناير 2015) هو لاعب كرة قدم ماليزي في مركز الدفاع. شارك مع منتخب ماليزيا لكرة القدم. أما مع النوادي، فقد لعب مع نادي جوهر دار التعظيم.

## وصلات خارجية
- عثمان عبد الله على موقع الاتحاد الدولي (مؤرشف)  (الإنجليزية)
- عثمان عبد الله على موقع أوليمبيديا (الإنجليزية)